# Bassin Bleu
Le bassin Bleu est un point d'eau de l'île de La Réunion, département d'outre-mer français dans le sud-ouest de l'océan Indien. Alimenté par une cascade, il est situé dans le cours de la ravine Saint-Gilles, un fleuve qui se jette dans l'océan Indien, en amont du bassin Malheur. Ce faisant, il relève du territoire de la commune de Saint-Paul.